# Abd al-Rahman al-Sharqawi
Abd al-Rahman al-Sharqawi (arabiska: عبد الرحمن الشرقاوي), född 1920, död 1987, var en egyptisk författare. Sharqawi skildrade framför allt livet på den egyptiska landsbygden. Hans debutroman Al-Ard (Jorden, 1954) kom i svensk översättning 1977.

### Översatt till svenska
- Sharqāwī, ʻAbd al-Raḥmān (1977). Jorden: egyptisk roman. Översättning: Ingvar Rydberg. Stockholm: Prisma. Libris 7406673. ISBN 9151811340